# ソ連派
ソ連派（ソれんは）は、世界各国の社会主義者・共産主義者の一部グループに対してつけられた名称（他称）である。

## 概要
ロシア革命にともなう第二インターナショナルからのコミンテルン（第三インターナショナル / 共産主義国際）の分離、およびソ連（ソ同盟）の発足以降「暴力革命」「プロレタリア独裁」（一党独裁）や「生産手段の国有化」などを原則とするソ連社会主義（共産主義）を支持してコミンテルンに加入した各国の社会主義政党（おおむねソ連にならって「共産党」を名乗った）は、コミンテルンの指導を通じてソ連共産党の影響下に入っていた。
しかし第二次世界大戦後、従来の「ソ連派」社会主義政党のなかでも有力であったソ連共産党と中国共産党の対立が激化し、中ソ論争が顕在化すると、これらの党派およびその党員は、ソ連側あるいは中国側いずれの立場を支持するか、自主独立路線をとるか迫られることになった。この際、一般的な意味での「ソ連派」とは中ソ論争においてソ連側を支持した人々や党派をさす（これに対し中国側を支持した人々は一般に「中国派」「中共派」「毛派」と称される）が、実際には広範な意味（例えば「中国派」と対立する主流派・正統派としての意味）をもって使用されており、その点においてきわめて曖昧な概念である。

## 各国の「ソ連派」

### 日本
日本では、主に第二次世界大戦後の二大左派政党である日本共産党・日本社会党に対して、中ソ対立の影響が波及した。
日本共産党内部においては、ソ連の「平和共存」政策および部分的核実験停止条約を支持、「ソ連盲従分子」として同党を除名されたグループが「ソ連派」とされる。このうちの多くは日本のこえに結集した。この「こえ」派の一部が、構造改革派の流れをくむ共産主義労働者党に合流したこともあり、ソ連派は構造改革派と同一視されることが多いが、両者は厳密には別物である。
また、日本社会党においては、マルクス・レーニン主義を掲げていた社会党左派内で、社会主義協会等がソ連支持の姿勢を鮮明にし、「ソ連派」と目されていた。日本社会党自体は元々統一戦線的性格の党であるがゆえに、日本共産党のような分裂は起きなかったが、旧来の左右の路線対立に加え、社会主義協会をはじめとするソ連派・社会主義研究会（佐々木派）をはじめとする中国派といった派閥対立の根底にも中ソ対立が根差していた。

### 中華人民共和国（中国）
第二次世界大戦以前（中華民国期）の中国共産党では、コミンテルンの指導を通じてソ連共産党の影響が強く、特に1931年以降は王明（陳紹禹）を中心とする、ソ連留学帰りの「留ソ派」が党の実権を掌握したが、長征過程の1935年に開かれた遵義会議以後は毛沢東派に奪権された。
中華人民共和国成立以降は、文化大革命にて、毛沢東・江青グループ（四人組）と手を組み、劉少奇・鄧小平ら実権派を超法規的手段で失脚・粛清した林彪グループ（林彪・林彪派四天王）の別称である。林彪は抗日戦争で患ったモルヒネ中毒治療のためソ連を訪問し、この体験を機にソ連要人との間に人脈が築かれ、中国共産党内での親ソ派の筆頭となったとされている。一時は第9回党大会において、派閥領袖である林彪が毛沢東の後継者とされる等、権勢の頂点を極めたが、深まっていく中ソ対立で反米路線を取り下げたい（米国と関係修復を図りたい）毛沢東・江青グループと対立、自派への攻撃が始まり焦燥感に駆られた幹部達が暴走して起こした林彪事件を機に粛清された。

### 朝鮮民主主義人民共和国（北朝鮮）
朝鮮民主主義人民共和国では、:日本統治時代にソ連領内で抗日民族運動・共産主義運動を進め、解放後には北朝鮮に合流した人々が「ソ連派」と呼ばれた。金日成の独裁体制確立の過程でほとんどが粛清され政治勢力としては消滅した。

### フィリピン
フィリピンでは、1930年に結成されたフィリピン共産党（PKP）（1968年結成のフィリピン共産党（CPP）とは別団体）を「ソ連派共産党」と称する場合がある。CPPが毛沢東思想の強い思想的影響を受けて結成され、しばしば「中国派（毛沢東派）共産党」と呼ばれることから、それとの区別をつけるため「ソ連派」と呼ばれたものと思われるが、PKP自体はソ連・ソ連共産党との組織的関係をほとんど有しておらず（思想的影響もアメリカ共産党を通じた間接的なものにとどまった）、その意味ではきわめて不正確な名称であるといえる。

### インド
インドでは、1925年に設立されたインド共産党（CPI）は、独立後インド国民会議と共闘関係を築くが、中印国境紛争等でソ連からの介入を受けた。それに対し批判的な党員がインド共産党マルクス主義派（CPIM）を結成。国民会議政権に残留したCPIが親ソ派の共産党となった。

## 関連事項
- 中ソ論争 - 平和共存
- 親中派
- 構造改革